# Мерзликин, Геннадий Фёдорович
Геннадий Фёдорович Мерзликин (род. 1943) — советский футболист, нападающий и полузащитник, советский и российский футбольный тренер. Мастер спорта СССР.

## Биография
Начал выступать на взрослом уровне в 17-летнем возрасте в составе фрунзенской «Алги». В главной команде Киргизской ССР провёл 11 сезонов, сыграв за это время около 300 матчей во втором эшелоне советского футбола и забив не менее 32 голов. В 1967 году со своим клубом стал бронзовым призёром зонального турнира первой группы класса «А», за что получил звание мастера спорта СССР. Участник матчей 1/16 финала Кубка СССР против киевского «Динамо» в 1971 году. По манере игры его сравнивали с Эдуардом Стрельцовым.
Получал предложения о переходе в московские «Спартак» и «Торпедо». В начале 1968 года перешёл в луганскую «Зарю», прошёл предсезонные сборы и был включён в заявку на сезон, но усилиями руководства республики был возвращён в «Алгу».
В 29-летнем возрасте завершил карьеру в командах мастеров, сославшись на травмы. Затем несколько лет играл в первенстве Киргизской ССР за «Сельмашевец» (Фрунзе).
После окончания игровой карьеры работал тренером во фрунзенском спортинтернате. В 1981 году возглавлял во второй лиге фрунзенский «Семетей», а в 1990 году — «Достук» (Сокулук), обе эти команды фактически были фарм-клубами «Алги». После распада СССР переехал в Россию и работал детским тренером в школе владимирского «Торпедо».